# Marinko Škaričić
Marinko Škaričić (29 maggio 1980) è un ex calciatore croato, di ruolo difensore.